# Ride the Lightning
Ride The Lightning er det andet album fra thrash metal-bandet Metallica som blev udgivet i 1984 gennem Elektra Records. Indspilningerne foregik i Sweet Silence Studios i  Danmarks hovedstad København.

## Albummets indhold
Ride the Lightning er blevet hyldet af mange fans som en klassiker af thrash metal. Albummet menes at være en meget god binding mellem albumene Kill 'Em All og Master of Puppets. Ride the Lightning skubbede også thrash metal længere ind på et progressiv metal-område hvilket blev fuldendt på albummet Master of Puppets og ...And Justice for All.  
Ride the Lightning bevarer den rasende fart fra Kill 'Em All på sange som "Trapped Under Ice" og "Fight Fire with Fire," men indeholder også de første af Metallicas længere og mere symfoniske numre som singlen "Fade to Black" og det ni minutter lange instrumentale spor "The Call of Ktulu"
Ride the Lightning er kendt som den første "uofficielle trilogi" af Metallica albums der viser meget lignende koncepter. "Trilogien" ansås for instrumentalt at have gjort metal mere alvorligt og fokuseret på rigtige problemer.
Albummet lægger ud med nummeret Fight Fire With Fire som starter med et stykke klassisk guitar og skifter over til hurtigt thrash metal. Sangen afsluttes med lyden af en bombe der går direkte over i Ride the Lightning. Derefter kommer sangen "For Whom the Bell Tolls" med de karakteristiske klokker i introen efterfulgt af Cliff Burtons velkendte kromatiske bas-intro. Midt på albummet (sidst på side 1 af LP'en) findes den stille ballade "Fade to Black" med et stykke klassisk guitar i starten. Derefter kommer det hurtige thrash metal nummer "Trapped Under Ice" der kun er blevet spillet få gange live. "Trapped Under Ice" er efterfulgt af "Escape" der kun er blevet spillet en gang live, med den begrundelse at James Hetfield overhovedet ikke kunne lide sangen. Bandet skrev den kun fordi de blev bedt om at lave en sang der var mere "radio-venlig." Hen mod slutningen kommer fan-favoritten "Creeping Death" der også blev udgivet på en maxi-single sammen med to coverudgaver af hhv. Am I Evil? og Blitzkrieg. Som afslutning på albummet findes det lange instrumentale stykke, "The Call Of Ktulu" hvor navnet højst sandsynligt kan tilskrives Cliff Burton og hans store interesse for H.P. Lovecraft.

## Numre
1. "Fight Fire With Fire" (Hetfield/Ulrich/Burton) – 4:45
2. "Ride the Lightning" (Hetfield/Ulrich/Burton/Mustaine) – 6:41
3. "For Whom the Bell Tolls" (Hetfield/Ulrich/Burton) – 5:09
4. "Fade to Black" (Hetfield/Ulrich/Burton/Hammett) – 6:59
5. "Trapped Under Ice" (Hetfield/Ulrich/Hammett) – 4:08
6. "Escape" (Hetfield/Ulrich/Hammett) – 4:24
7. "Creeping Death" (Hetfield/Ulrich/Burton/Hammett) – 6:35
8. "The Call of Ktulu" (Instrumental) (Hetfield/Ulrich/Burton/Mustaine) – 8:55

## Singler
- "Fade to Black" blev en udgivet reklamesingle i 1984.
- "For Whom the Bell Tolls" blev udgivet som en reklamesingle på vinyl med to versioner. En redigeret version på side A og albumsversionen på side B.

## Placering på hitlister

### Album
| År   | Hitliste          | Placering |
| ---- | ----------------- | --------- |
| 1984 | The Billboard 200 | #100      |
| 1985 | UK Albums Chart   | #87       |

## Musikere
- James Hetfield – Rytmeguitar, vokal
- Lars Ulrich – Trommer
- Kirk Hammett – Lead guitar
- Cliff Burton – Bas
- Dave Mustaine – Lead guitar (komposition) Med på " Ride The Lightning" og "The Call of Ktulu"